# Christoph Klotter
Johann Christoph Klotter (* 1956; † Juli 2023) war ein deutscher Ernährungspsychologe und Psychotherapeut und war von 2001 bis 2022 Professor an der Hochschule Fulda im Fachbereich Ökotrophologie. Von 2011 bis 2014 war er Vizepräsident der Hochschule Fulda.

## Leben
Klotter studierte Mathematik, Philosophie und Psychologie und wurde 1989 promoviert. Von 1997 bis 2001 gehörte er zu den Herausgebern des Journals für Psychologie. Ab 2001 war er Professor an der Hochschule Fulda am Fachbereich Ökotrophologie, dessen Dekan er von 2006 bis 2011 war. Danach war er bis 2014 Vizepräsident für Lehre und Studium der Hochschule Fulda. Im März 2022 wurde Klotter in den Ruhestand verabschiedet.

## Veröffentlichungen
- Die Adipositasforschung im Lichte der historischen Psychologie, ein Beitrag zu einer historischen Pathologie. (5 Mikrofiches: 24x), Dissertation TU Berlin 1989, DNB 900436492.
- Adipositas als wissenschaftliches und politisches Problem: zur Geschichtlichkeit des Übergewichts. Asanger, Heidelberg 1990, ISBN 3-89334-182-X.
- Einführung in die Ernährungspsychologie. Rheinhard, München / Basel 2007, ISBN 978-3-8252-2860-6 (UTB 2860) und ISBN 978-3-497-01860-4 (Reinhardt), (= PsychoMed compact, Band 2).
- Warum wir es schaffen, nicht gesund zu bleiben: Eine Streitschrift zur Gesundheitsförderung. Reinhardt, 2009, München / Basel ISBN 978-3-497-02061-4.
- Männergruppen, Politsex, Entgrenzung: zu den Folgen der 68er Revolte. Pabst Science Publishers, Lengerich 2015, ISBN 978-3-95853-047-8.
- Zusammen mit Julia Depa, Svenja Humme: Gesund, gesünder, Orthorexia nervosa. Modekrankheit oder Störungsbild? Eine wissenschaftliche Diskussion. Springer Fachmedien, Wiesbaden 2015, ISBN 978-3-65807405-0.

## Belege
1. 1 2 3  Trauer um Christoph Klotter, 18. Juli 2023, Internetseite der Hochschule Fulda
2. ↑  Nachruf: Prof. Dr. Johann Christoph Klotter verstorben.
3. ↑  Lena Nugent: Gesundheitsförderung: Millionenbeträge versickern in nutzlosen Programmen. In: stern.de. 1. Juli 2009, abgerufen am 18. Juli 2011.
4. 1 2  18. aid-Forum. In: aid infodienst. 8. Mai 2015, abgerufen am 3. Februar 2020.

| Personendaten    | Personendaten                                  |
| ---------------- | ---------------------------------------------- |
| NAME             | Klotter, Christoph                             |
| ALTERNATIVNAMEN  | Klotter, Johann Christoph (vollständiger Name) |
| KURZBESCHREIBUNG | deutscher Ernährungsexperte und                |
| GEBURTSDATUM     | 1956                                           |
| STERBEDATUM      | Juli 2023                                      |